# Роде, Алексей Андреевич
Алексе́й Андре́евич Ро́де (9 [21] апреля 1896, Москва — 20 декабря 1979, Москва) — советский учёный-гидролог и почвовед, профессор, доктор геологических наук. Заслуженный деятель науки РСФСР (1966), лауреат Государственной премии СССР (1972) и Золотой медали им. В. В. Докучаева (1957). Почётный член Всесоюзного общества почвоведов и Международного общества почвоведов, почетный доктор Университета им. Гумбольдта в Берлине.
Создал новое направление в почвоведении — гидрология почв. Разработал учение о почвенной влаге, типах водного режима почв. Возглавил научную школу почвоведов-гидрологов. Автор фундаментальных трудов в области общей теории почвоведения, генезиса, эволюции, гидрологии почв. Организатор и научный руководитель стационарных комплексных исследований почвенных процессов в разных регионах России.

## Биография
Алексей Андреевич Роде родился 9 (21) апреля 1896 года в Санкт-Петербурге в дворянской семье. Дворянский титул был пожалован Александром II прадеду А. А. Роде генерал-лейтенанту Андрею Карловичу Роде.
Отец, Андрей Алексеевич Роде, в 1898 году за участие в студенческом движении в Киевском университете был арестован и лишён права учиться в высших учебных заведениях России. Продолжил обучение в Берлинском, затем Мюнхенском университетах. Скончался в 1903 году.
Мать, Мария Павловна (урождённая Пастухова, из мещан города Саратова) до революции занималась детской литературно-педагогической работой. После 1935 года работала в ленинградских советских учреждениях.

### Учёба
В 1903—1906 годах Алексей Роде обучался в домашней школе В. А. Герда в посёлке Лесном, пригороде Санкт-Петербурга.
В 1906—1913 годах обучался в восьмиклассном Коммерческом училище, где его любимым педагогом был A. Я. Закс. Окончил училище с отличием (оценка «хорошо» была только по рисованию).
В 1913 году был принят в Петроградский политехнический институт, но проучился в нём только один год — до начала Первой мировой войны. Во время войны работал в Петроградской студенческой организации помощи раненым, в лазарете и в санитарных отрядах Союза городов.
В июне 1918 года семья переехала в городе Ржев. А. А. Роде перебивался случайными заработками: работал в страховом обществе, на книжных складах, инструктором-практикантом в Просветительском отделе города. В Декабре 1918 года переехал в Москву, был экспедитором на книжном складе «Центрального товарищества кооперативного издательства». В июле 1919 года вернулся в Петроград, где устроился электромонтёром.
В сентябре 1920 году Роде поступил в Петроградский агрономический институт, вскоре переименованный в Петроградский сельскохозяйственный институт. Его преподавателями были знаменитые профессора: В. Н. Сукачёв, Н. И. Вавилов, А. А. Ячевский и К. Д. Глинка (поэтому А. А. Роде относят к продолжателям и последователям Докучаевской школы почвоведения).
В 1921 году участвовал в работах Беломорского ихтиологического отряда Северной научно-промысловой экспедиции ВСНХ.
С 1922 года стажировался в почвенной лаборатории Петроградского Лесного института. Окончил учёбу в институте в 1923 году.

### Научная деятельность
В 1922 года А. А. Роде начал работать (с марта 1924 года в должности научного сотрудника) на кафедре почвоведения Петроградского Лесного института под руководством К. К. Гедройца, которого впоследствии всегда называл своим главным учителем.
Летом 1927 года практикантом-почвоведом работал в Мугоджарской партии Казахстанской экспедиции АН СССР.
31 октября 1928 года был зачислен на должность научного сотрудника 1-разряда в Почвенный институт АН СССР. В 1931 году А. А. Роде была присвоена должность учёного специалиста, в 1933 — старшего научного специалиста, в 1936 — старшего научного сотрудника (изменение номенклатуры должностей).
В 1931—1936 годах принимал участие в почвенных обследованиях в составе Казахстанской экспедиции АН СССР в районе Мугоджарских гор (совместно с будущим профессором Е. Н. Ивановой), в Предуралье (совместно с будущим академиком Л. И. Прасоловым), в Ленинградской области (Лисинское опытное лесничество). С 1933 по 1936 годах возглавлял сначала почвенный отряд, а затем и всю Волго-Камскую экспедицию АН СССР, проводил исследования на Покровском стационаре экспедиции. По результатам работ был сделан негативный прогноз влияния затопления и подтопления земель водами создаваемого Рыбинского водохранилища на почвенный покров и хозяйство региона.
С 1935 года заведовал в Почвенном институте лабораторией подзолистых почв, а с 1938 года — лабораторией химии почв.
Весной 1935 года А. А. Роде был удостоен степени кандидата геологических наук без защиты диссертации.
В 1936 году в Центральном Государственном лесном заповеднике (Тверская область) создал стационар, на котором продолжил начатые ранее в Лисинском лесничестве исследования лесных почв и подзолистого процесса почвообразования. Это был первый опыт комплексных стационарных работ, в которых принимали участие, наряду с почвоведами, лесоводы, геоботаники, зоологи. Результатом этих глубоких исследований и собранного огромного фактического материала стала монография «Подзолообразовательный процесс» (1937), в которой не только решались проблемы генезиса этих почв, но и были заложены основы развития общей теории почвообразования. В этом же году А. А. Роде защитил докторскую диссертацию по теме «Подзолообразовательный процесс».
В апреле 1938 года Роде был утверждён ВАК в степени доктора сельскохозяйственных наук, в апреле 1939 года — в звании профессора. Одновременно в период 1938—1941 годах (а позже — в 1943—1948) возглавлял работу кафедры почвоведения и геологии в Брянском лесохозяйственном институте. По свидетельству профессора С. В. Зонна, А. А. Роде становится одним из ведущих почвоведов страны.
В 1940 году началось прогрессирующее воспаление суставов (полиартрит), борьба с этим заболеванием продолжалась всю жизнь.
Во время Великой Отечественной войны, будучи эвакуированным в составе Почвенного института в Ташкент, исполнял обязанности заместителя директора института по научной части (а фактически — директора института), изучал водный режим богарных и орошаемых серозёмов для увеличения урожайности хлопка и продовольственных культур, для оптимизации работы оросительных систем.
По возвращении в Москву в 1943 году А. А. Роде вместе со своими сотрудниками возобновил комплексное исследование процессов почвообразования в различных природных зонах.
В 1947 году вышла в свет его монография «Почвообразовательный процесс и эволюция почв». В. А. Ковда критиковал в ней:

Принижение роли В. Р. Вильямса в развитии советского почвоведения и попытка поколебать его авторитет были допущены проф. Роде в его книге «Почвообразовательный процесс и эволюция почв», изданной ОГИЗом в 1947 году.
26 мая 1948 года на заседании Бюро Отделения геолого-географических наук АН СССР был заслушан доклад академика Б. Б. Полынова об итогах дискуссии, организованной Всесоюзным обществом почвоведов по книге проф. А. А. Роде «Почвообразовательный процесс и эволюция почв» и по рецензии на неё четырёх авторов в газете «Социалистическое земледелие». Книга А. А. Роде была оценена как крупная обобщающая работа по актуальной теме, выполненная на основе обширного материала, а критика признана несостоятельной.
В связи с изложенной в этой работе концепцией развития почв на Сессии ВАСХНИЛ 1948 года А. А. Роде в числе других учёных подвергся необоснованной, клеветнической критике со стороны полуграмотного в научном отношении «народного» академика Лысенко и его приспешников, проводивших, по существу, полный разгром биологических наук страны. Некоторым ученым (например, Н. И. Вавилову, В. В. Станчинскому) это стоило жизни. А. А. Роде был лишен лаборатории в институте и права преподавания в Вузе, но, проявив гражданское мужество, принципиальность и твёрдую волю, не отступил от своих убеждений. 

К числу активных и «выдающихся» вейсманистов-морганистов были причислены академик В. Н. Сукачёв и иже с ним, работавшие в лесных вузах: А. А. Роде, С. В. Зонн и др. Ранее упомянутым приказом они были уволены из вузов как проводники лженаучного направления.
— С. В. Зонн. Общение, споры и сотрудничество с А. А. Роде
В 1949 году, в связи с принятым правительством «Сталинским планом преобразования природы» в степной и сухостепной зонах, начал исследования в составе Комплексной экспедиции по полезащитному лесоразведению.
В 1950 году на границе России и Казахстана был создан Джаныбекский стационар, бессменным научным руководителем которого был до конца жизни. Здесь впервые учеными разных специализаций и институтов был полностью реализован принцип комплексных биогеоценотических мониторинговых исследований, имевших большое научное и практическое значение. На стационаре был разработан экологически безопасный способ мелиорации и сельскохозяйственного использования засоленных почв в богарных условиях, в системе полезащитных лесных полос.
Уникальный природный объект — натурная модель лесоаграрного комплекса, образец узкомассивного земледелия в полупустынной зоне, созданный под руководством А. А. Роде на базе Джаныбекского стационара, по своим масштабам и значению не уступает известному Докучаевскому лесному комплексу «Каменная степь» в Воронежской области. Постановлением правительства Российской Федерации № 719 от 16 июня 1997 года природному комплексу Джаныбекского стационара был присвоен статус Памятника природы Федерального значения.
В 1952 году создал и возглавил в Почвенном институте им. В. В. Докучаева единственную в стране лабораторию гидрологии почв. Её сотрудники изучали водный режим почв, имеющих широкое распространение на территории страны, в том числе вовлеченных в сельскохозяйственное производство, а также выполняли экспериментальные исследования свойств и законов передвижения почвенной влаги в лабораторных и полевых условиях.
В 1952 году в издательстве АН СССР вышла из печати его монография «Почвенная влага», в которой был обобщен огромный отечественный и зарубежный опыт исследований свойств почвенной влаги, водных свойств почв и грунтов, способности почв обеспечивать влагой растения (эта книга в области почвенной гидрологии вышла за рубежом на немецком, английском, польском, чешском, китайском и японском языках).
В 1955 году после ослабления влияния Лысенковщины в биологической науке вышел в свет подготовленный к изданию ещё в 1948 году учебник «Почвоведение». После дополнений и переработки этот учебник был переиздан в 1972 году в соавторстве с В. Н. Смирновым.
За заслуги в почвоведении в 1957 году А. А. Роде был награждён Золотой медалью им. В. В. Докучаева.
В 1965 году, значительно дополнив и переработав монографию о почвенной влаге 1952 года, Роде опубликовал первый том фундаментального труда «Основы учения о почвенной влаге», а в 1969 — второй его том, посвященный методам изучения водного режима почв. За эту двухтомную монографию А. А. Роде в 1972 году был удостоен Государственной премии СССР.
В 1971 году была опубликована работа А. А. Роде «Система методов исследования в почвоведении», в которой излагались в своём единстве методы изучения почв и почвенных процессов.
В 1960—1970-х годах, несмотря на обострение хронического заболевания, А. А. Роде много работал и писал: изучал явления элементарной цикличности водного баланса почв в связи с цикличностью атмосферных осадков, конденсации в почве парообразной влаги атмосферы, систематизировал данные по водному режиму почв, разрабатывал отдельные вопросы гидрологии почв и генетического почвоведения, в том числе дискуссионные. Он стал одним из составителей и редактором «Толкового словаря по почвоведению» (1969) и «Англо-русского почвенно-агрохимического словаря» (1967), а также ряда методических руководств. В коллективе авторов участвовал в написании и редактировал двухтомное издание «Принципы организации и методы стационарного изучения почв» (1976), обобщающее опыт исследователей почвенных режимов. Участвовал с докладами в международных симпозиумах, съездах и конгрессах почвоведов, в создании международных руководств. Консультировал, рецензировал, редактировал работы по почвоведению, руководил исследованиями своих сотрудников, докторантов и аспирантов, часто выезжая, несмотря на проблемы со здоровьем, на места исследований. В конце 1970-х годов работал над третьим томом монографии «Основы учения о почвенной влаге», в которой собирался обобщить материалы по водному режиму различных типов почв, но не успел её закончить.

### Организаторская работа
В 1931—1932 годах был Учёным секретарём Почвенного института им. В. В. Докучаева.
В 1933—1936 годах А. А. Роде руководил почвенным отрядом Волжско-Камской экспедиции АН СССР.
С 1935 года заведовал лабораториями подзолистых почв (затем — химии почв), с 1952 года — созданной им лабораторией гидрологии почв.
В военные годы исполнял обязанности заместителя директора Почвенного института им. В. В. Докучаева (июнь 1942 — февраль 1945).
В период 1938—1941 и 1943—1948 годах заведовал кафедрой Почвоведения и геологии Брянского лесохозяйственного института.
Был организатором и научным руководителем стационаров по исследованию почв в Ленинградской, Тверской, Московской, Курской, Воронежской, Волгоградской, Читинской, Тюменской областях России.

### Педагогическая работа
В 1938—1941 и 1943—1948 годах А. А. Роде читал лекции и заведовал кафедрой Почвоведения и геологии в Брянском лесохозяйственном институте.
Учебник А. А. Роде для студентов лесохозяйственных факультетов вузов «Почвоведение» выдержал два издания. Его лекции и доклады на конференциях собирали большую аудиторию.
Являлся руководителем аспирантов и докторантов, безотказным консультантом специалистов различного профиля. Создал научную школу почвоведов — гидрологов.
А. А. Роде создал и возглавлял научную школу почвоведов-гидрологов. Л. О. Карпачевский в своих воспоминаниях писал:

самый большой авторитет у того человека, к кому идут за мыслью, советом, а не за подписью. Именно таким человеком был А. А. Роде. Не занимая почти никакой официальной должности, он постоянно принимал и консультировал приезжающих к нему, как в Мекку, паломников. … Время идёт и тем весомее становится имя А. А. Роде, значение которого только возрастает в глазах всех почвоведов.
— Карпачевский Л. О. Воспоминания об Алексее Андреевиче Роде

### Личная жизнь
В 1926 году А. А. Роде женился на Анне Ивановне Скалкиной (1901—1993), родом из Тверской губернии.
В браке родилась дочь Татьяна, которая пошла по стопам отца (выпускник кафедры почвоведения Географического факультета МГУ им. М. В. Ломоносова (1956), доктор наук, профессор факультета Почвоведения МГУ).
А. А. Роде обладал энциклопедическими знаниями. Любил литературу и особенно поэзию (много знал наизусть), музыку, живопись, природу, животных и птиц, сам успешно занимался фотографией.
М. Е. Анцелович вспоминала:

Как для истинного естествоиспытателя, ученика и сподвижника Сукачёва, для А. А. Роде лес был живым и постоянно изменяющимся организмом. … Особую любовь Алексей Андреевич питал к птицам. Не могу забыть такую сцену: дочь и внучка собирают вишню в саду, а Алексей Андреевич стоит под деревом, вернее висит на костылях, и очень просит не всё собирать, оставить что-нибудь птицам.
— Анцелович М. Е. Не забыть…

### Последние годы жизни
Скончался 20 декабря 1979 года от сердечного приступа. Похоронен на Введенском кладбище в Москве.

## Награды и звания
- 1946 — Медаль «За доблестный труд в Великой Отечественной войне 1941—1945 гг.»
- 1948 — Медаль «В память 800-летия Москвы»
- 1953 — Орден Ленина
- 1957 — Золотая медаль имени В. В. Докучаева
- 1966 — Заслуженный деятель науки РСФСР
- 1972 — Государственная премия СССР
- 1975 — Медаль «Ветеран труда»
- 1975 — Юбилейная медаль «Тридцать лет Победы в Великой Отечественной войне 1941—1945 гг.»

## Членство в организациях
Ни в каких политических партиях не состоял
- Член Совета и Президиума Всесоюзного общества почвоведов, Председатель комиссии по физике почв.
- Почётный доктор Университета им. А. Гумбольдта в Берлине.
- Почётный член Международного общества почвоведов.
- Председатель комиссии по изданию Толкового словаря по почвоведению.
- Член Международного комитета по терминологии в области физики почв.

## Память
- 1996 — Мемориальный номер журнала «Почвоведение» к 100-летию А. А. Роде[15].
- 2006 — Совместное заседание (20 апреля) Докучаевского общества почвоведов и Учёного совета Почвенного института посвящённое 110-летию А. А. Роде[16].
- 2008 — К 110-летию со дня рождения А. А. Роде его наиболее важные труды были переизданы в 2008—2009 годах в виде четырёх томов с полным списком его научных и редакторских работ, включающим 280 наименований[17].
- 2016 — Статьи к 120-летию со дня рождения А. А. Роде в журнале Почвоведение / Europian Soil Science. 2016. № 4, разделы Химия почв и Физика почв.
- 2016 — Юбилейный выпуск № 83 Бюллетеня Почвенного института им. В. В. Докучаева.